# Спифридат (сатрап Ионии и Лидии)
Спифридат (др.-греч.  Σπιθριδάτης; IV век до н. э.) — персидский сатрап Ионии и Лидии.

## Биография
Спифридат был потомком одного из семи знатных персов, организовавших заговор против Бардии. После начала восточного похода Александра Великого Спифридат вместе со своим братом Росаком присоединился к коалиции малоазийских сатрапов, организовавших сопротивление македонянам.
В сражении при Гранике лидийский сатрап возглавлял большой отряд конницы, а «рядом с ним сражалось сорок человек родственников царя». Персидским воинам удалось прорвать македонский строй. Сам Спифридат, сражавшийся с большим мужеством и умением, поразил нескольких врагов. Увидев это, молодой царь повернул своего коня навстречу опытному противнику. Тут «перс подумал, что сами боги посылают ему счастливый случай; он один на один сразится с Александром, своим мужеством освободит Азию от великого страха, собственными руками убьёт Александра — придёт конец его дерзостным замыслам, о которых все наслышаны; не будет посрамлено славное имя персов.» Брошенный Спифридатом дротик, пробив щит и панцирь царя, поразил его плечо. Но затем Александр сразил своего соперника мечом. Брат погибшего, в свою очередь, нанес македонскому царю страшный удар саблей по голове, раскроив шлем. Однако друг Александра Клит Чёрный отрубил Ресаку руку. Так излагает события Диодор Сицилийский.
Плутарх писал, что братья напали на Александра одновременно. От Спифридата царь увернулся и напал на Ресака. Спифридат, остановивший коня сбоку от сражавшихся, нанес Александру удар по голове, но был пронзен насквозь копьем, брошенным Клитом. Одновременно упал и Ресак, пораженный мечом самого Александра.
По сведениям Арриана, Ресак, разрубивший шлем Александра, был повержен царем. Спифридат намеревался поразить царя кинжалом, но Клит отсек персу руку.
Правителем Лидии Александр назначил Асандра.